# Mount Edward (Ellsworthland)
Mount Edward ist ein markanter und 1635 m hoher Berg im Osten des westantarktischen Ellsworthlands. Er ragt zentral am Südrand der Sweeney Mountains, konkret in den Dudeney-Nunatakkern, auf.
Entdeckt wurde der Berg bei der US-amerikanischen Ronne Antarctic Research Expedition (1947–1948). Expeditionsleiter Finn Ronne benannte ihn nach Commander Edward C. Sweeney (1906–1967) von den Reservestreitkräften der United States Navy, einem Sponsor der Expedition.